# Botanicula
Botanicula — компьютерная игра в жанре point-and-click квест, разработанная Яромиром Плахи (Jaromír Plachý) и студией Amanita Design. Игра была анонсирована 28 марта 2011 года для Microsoft Windows, Mac OS X и Linux на мероприятии GameCityNights. Релиз состоялся 19 апреля 2012 года. 1 мая 2014 года игра была портирована на iOS. 16 октября 2014 года вышла версия на Android.
| Русскоязычные издания | Русскоязычные издания |
| Издание               | Оценка                |
| --------------------- | --------------------- |
| Absolute Games        | 80 %                  |
| PlayGround.ru         | 8,3/10                |

## Сюжет
Игра повествует о пяти существах, живущих на дереве, которые пытаются спасти последнее семя от паукообразных черных паразитов. Игра проходит на 7 локациях, в каждой из которых есть своя конечная цель.
1 глава — Спуститься с вершины дерева.
2 глава — Найти пять ключей.
3 глава — Уйти от врагов.
4 глава — Найти детей.
5 глава — Отыскать всех страусов.
6 глава — Добыть 4 камня.
7 глава — Финальное сражение со Злом.
Фирменная черта Botanicula — уникальные способности героев:
Фонарик физалиса — маленькое оранжевое существо, главный герой игры, способный освещать тёмные локации, поглощая светящиеся семена.
Гриб — единственная девочка в группе. Умеет создавать копии самой себя и уменьшаться в размерах до одной лишь шляпки.
Маковая Коробочка — третий член группы, самый крепкий и сильный персонаж.
Веточка — ещё один персонаж, умеющий удлинять свои части тела — прутики. Также умеет мгновенно выращивать на своём теле цветы.
Перо — последний игровой персонаж, очень маленький и слабый, но умеет летать.
Применяя свои способности для взаимопомощи, главные герои передвигаются по сюжету, решая загадки.

## Геймплей
Как и в предыдущих играх от Amanita Design, Botanicula следует примерно такой же схеме, кроме того, что героев на этот раз пять. В остальном всё так же: игрок изучает окружение на уровнях, решая головоломки и собирая предметы, которые необходимы для прохождения препятствий, встречаемых на пути главных героев. Игрок имеет возможность взаимодействовать с другими существами.
Как и в игре Machinarium, в Botanicula нет устной или письменной формы диалогов.

## Разработка
Игра разрабатывалась в течение двух с половиной лет Яромиром Плахи и студией Amanita Design.

## Саундтрек
Музыку и озвучивание для игры Botanicula написала чешская группа DVA.
| №   | Название                             | Длительность |
| --- | ------------------------------------ | ------------ |
| 1.  | «Juchu»                              | 3:35         |
| 2.  | «Lekacka»                            | 2:16         |
| 3.  | «Letejono»                           | 1:45         |
| 4.  | «Houby»                              | 3:08         |
| 5.  | «Crab»                               | 0:28         |
| 6.  | «Mr lanterns mixtape part 1»         | 2:04         |
| 7.  | «I was born as frankenstein»         | 1:43         |
| 8.  | «Level 3»                            | 2:51         |
| 9.  | «Mrs mushroom likes LCD soundsystem» | 1:50         |
| 10. | «Bunky»                              | 2:53         |
| 11. | «Melodika»                           | 2:16         |
| 12. | «Beetleman»                          | 2:02         |
| 13. | «Nocni jazz»                         | 2:55         |
| 14. | «Evil live»                          | 0:44         |
| 15. | «Im the pacman»                      | 0:33         |
| 16. | «A major for 12 frogs»               | 1:11         |
| 17. | «Submarine»                          | 3:44         |
| 18. | «Lala»                               | 1:58         |
| 19. | «Cinem»                              | 2:04         |
| 20. | «Zatoichi»                           | 1:54         |
| 21. | «Finale»                             | 3:20         |

## Отзывы и награды
| Сводный рейтинг | Сводный рейтинг |
| Агрегатор       | Оценка          |
| --------------- | --------------- |
| GameRankings    | 82,44 %         |

Independent Games Festival 2012 (IGF’12) — «Excellence in Audio Award»

## Продажи
Летом 2018 года, благодаря уязвимости в защите Steam Web API, стало известно, что точное количество пользователей сервиса Steam, которые играли в игру хотя бы один раз, составляет 330 330 человек.